# Proncycroy
Proncycroy (Schots-Gaelisch: Prannsaidh Cruaidh) is een dorp ongeveer 3 kilometer van Dornoch in de Schotse lieutenancy Sutherland in het raadsgebied Highland.